# Нотерманс, Ян
Ян Мартин Герардюс Нотерманс (нидерл. Jan Martin Gerardus Notermans; 29 июля 1932, Ситтард — 8 июня 2017, там же) — нидерландский футболист и тренер. Выступал на позиции полузащитника за команды «Ситтарди»я и «Фортуна ’54». В составе сборной Нидерландов сыграл 25 матчей и забил 2 гола.
Тренерскую карьеру начал в 1968 году, работал с различными командами. В 1972 году возглавил «Арминию» из Билефельда, став первым нидерландским тренером в Бундеслиге.

## Игровая карьера
Начинал футбольную карьеру в родном городе в клубе «Ситтардсе Бойс», который в 1950 году был объединён в команду «Ситтардия». В сентябре 1951 года впервые был вызван в юношескую сборную Нидерландов.
В 1954 году перешёл в клуб «Фортуна ’54» из города Гелен, а уже через год получил вызов в сборную Нидерландов на товарищеский матч с немецким клубом «Рот-Вайсс». Матч состоялся в Роттердаме 14 декабря 1955 года и завершился победой «оранжевых» со счётом 4:1, а Нотерманс появился на замену вместо Ринуса Схапа.

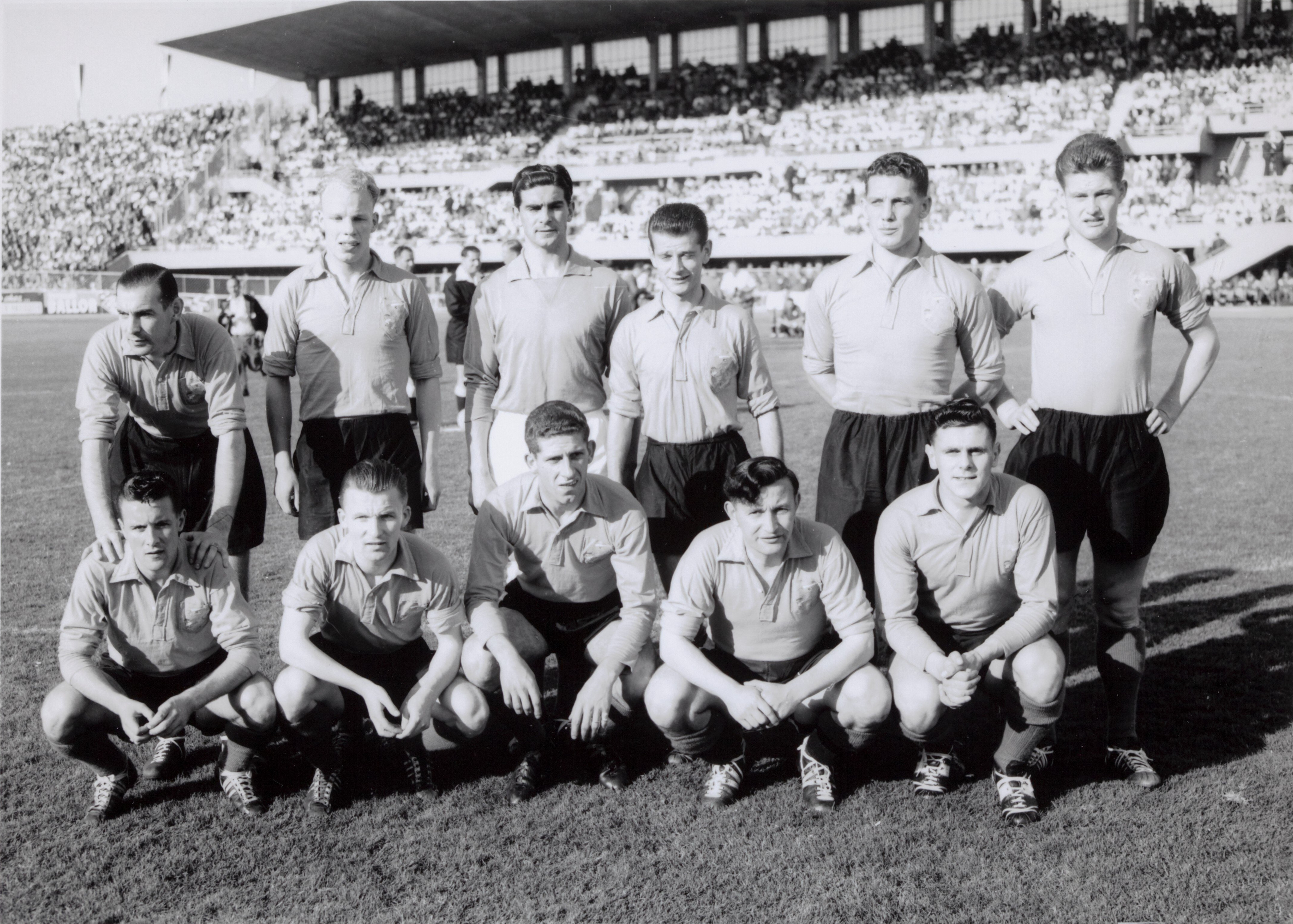
Сборная Нидерландов в сентябре 1956 года — Нотерманс третий справа в верхнем ряду

В официальном матче за сборную дебютировал 14 марта 1956 года против Западной Германии. В общей сложности за четыре года он сыграл 25 матчей и забил 2 гола за сборную в матчах против сборной Бельгии.
В составе «Фортуны '54» выступал на протяжении десяти лет, дважды с командой выигрывал кубок страны. В мае 1960 года появилась информация о возможном переходе Яна в немецкий клуб «Виктория», а спустя месяц он был выставлен на трансфер. В сентябре того же года полузащитник продолжил выступать за свою команду.
Летом 1964 года вернулся в свой бывший клуб «Ситтардия», где и завершил карьеру спустя два года.

## Тренерская карьера
В феврале 1968 года получил диплом тренера в Немецком университете спорта в Кельне — свой экзамен от сдавал в присутствии Хельмута Шёна, главного тренера сборной ФРГ. В июле того же года Ян стал тренером небольшого клуба СВН из деревни Ньивенхаген. В июле 1969 года он возглавил любительский клуб РИОС, а через год получил тренерский диплом категории B.
Летом 1971 года, после получения тренерского диплома категории A, был назначен главным тренером немецкого клуба «Арминия» из Ганновера, который выступал в северной региональной лиге. Спустя полгода Ян подал в отставку и вскоре возглавил «Арминию» из Билефельда, который был вовлечён в скандал с договорными матчами в 1971 году. По итогам сезона результаты «Арминии» были аннулированы, после чего команда была отправлена в региональную лигу. В сентябре 1972 года Ян договорился с клубом о досрочном расторжении двухлетнего контракта.

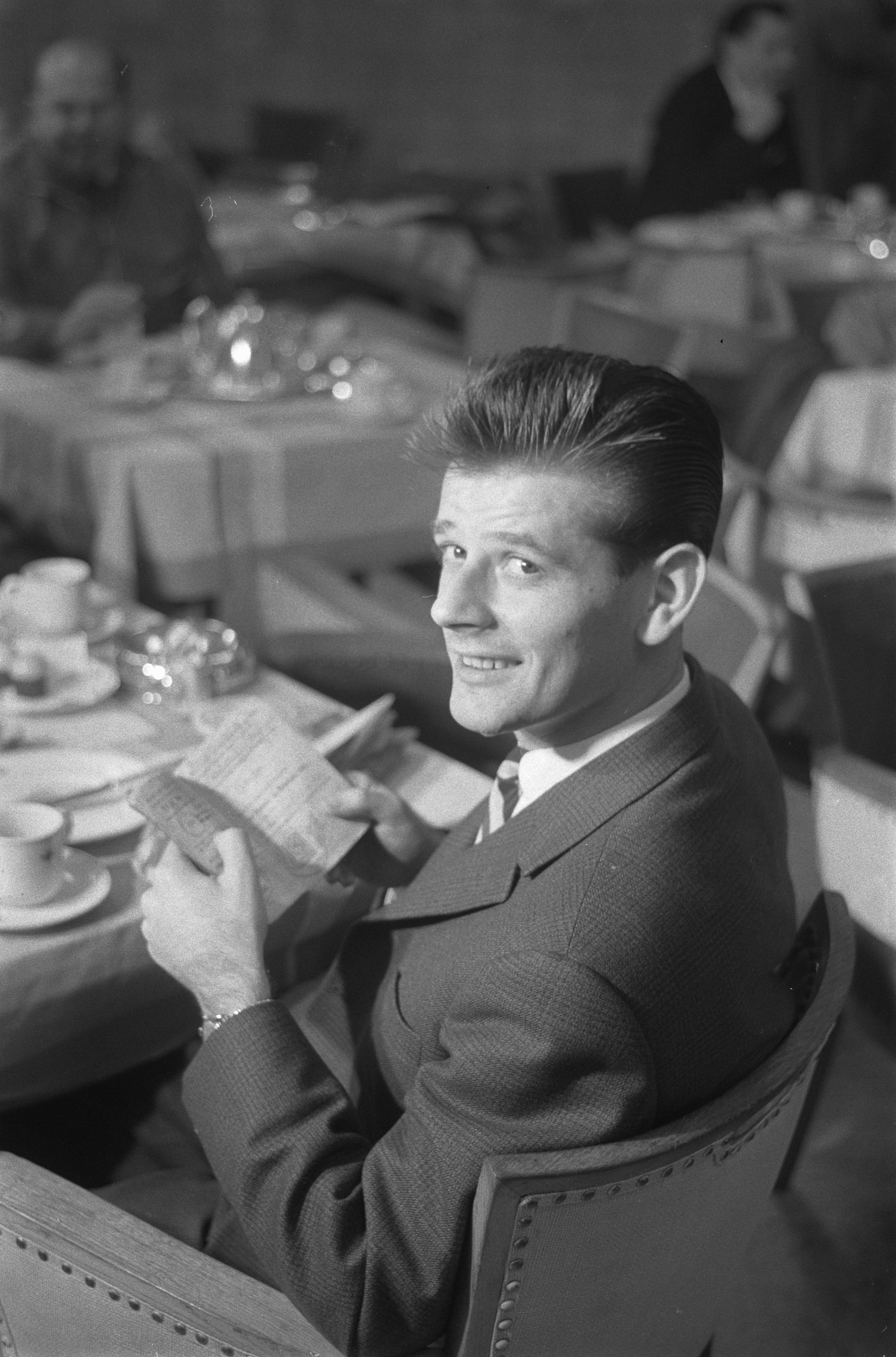
Ян в октябре 1960

В апреле 1973 года стал тренером клуба «Гоу Эхед Иглз», заменив валлийца Барри Хьюза. Он стал работать в тесном сотрудничестве с тренером Хансом Краем. В его первом матче в Эредивизи «орлы» победили в гостях клуб «Амстердам» со счётом 0:1. В оставшихся пяти турах чемпионата команда набрала 5 очков и заняла 14-е место. В марте 1975 года покинул занимаемую должность, а год спустя стал техническим директором в «Гронингене». Тем не менее уже в июле он официально занял должность главного тренера, после того, как команду покинул тренер Антон Гудхарт. Позже работал с командами АЗ, «Хелмонд Спорт» и «Виллем II».

## Личная жизнь
В повседневной жизни работал парикмахером. Женился в возрасте двадцати семи лет — его супругой стала Тили Схланген. Их венчание состоялось 26 октября 1959 года в церкви Святого Мартина в городе Спекхолзерхейде. В браке родились двое сыновей: Лоран и Марсел.
Умер 8 июня 2017 года после продолжительной болезни в больнице Зёйдерланд в родном Ситтарде — в последние годы жизни он страдал от болезни Альцгеймера.

## Статистика

### Матчи Нотерманса за сборную Нидерландов
| Матчи Нотерманса за сборную Нидерландов | Матчи Нотерманса за сборную Нидерландов | Матчи Нотерманса за сборную Нидерландов | Матчи Нотерманса за сборную Нидерландов | Матчи Нотерманса за сборную Нидерландов | Матчи Нотерманса за сборную Нидерландов |
| --------------------------------------- | --------------------------------------- | --------------------------------------- | --------------------------------------- | --------------------------------------- | --------------------------------------- |
| №                                       | Дата                                    | Соперник                                | Счёт                                    | Голы Нотерманса                         | Соревнование                            |
| 1                                       | 14 марта 1956                           | ФРГ                                     | 2:1                                     | —                                       | Товарищеский матч                       |
| 2                                       | 8 апреля 1956                           | Бельгия                                 | 1:0                                     | —                                       | Товарищеский матч                       |
| 3                                       | 15 сентября 1956                        | Швейцария                               | 3:2                                     | —                                       | Товарищеский матч                       |
| 4                                       | 14 октября 1956                         | Бельгия                                 | 3:2                                     | 1                                       | Товарищеский матч                       |
| 5                                       | 4 ноября 1956                           | Дания                                   | 2:2                                     | —                                       | Товарищеский матч                       |
| 6                                       | 30 января 1957                          | Испания                                 | 1:5                                     | —                                       | Товарищеский матч                       |
| 7                                       | 20 марта 1957                           | Люксембург                              | 4:1                                     | —                                       | Чемпионат мира 1958 (отбор)             |
| 8                                       | 3 апреля 1957                           | ФРГ                                     | 1:2                                     | —                                       | Товарищеский матч                       |
| 9                                       | 26 мая 1957                             | Австрия                                 | 2:3                                     | —                                       | Чемпионат мира 1958 (отбор)             |
| 10                                      | 11 сентября 1957                        | Люксембург                              | 5:2                                     | —                                       | Чемпионат мира 1958 (отбор)             |
| 11                                      | 25 сентября 1957                        | Австрия                                 | 1:1                                     | —                                       | Чемпионат мира 1958 (отбор)             |
| 12                                      | 13 апреля 1958                          | Бельгия                                 | 7:2                                     | 1                                       | Товарищеский матч                       |
| 13                                      | 23 апреля 1958                          | Нидерландские Антильские острова        | 8:1                                     | —                                       | Товарищеский матч                       |
| 14                                      | 4 мая 1958                              | Турция                                  | 1:2                                     | —                                       | Товарищеский матч                       |
| 15                                      | 28 мая 1958                             | Норвегия                                | 0:0                                     | —                                       | Товарищеский матч                       |
| 16                                      | 28 сентября 1958                        | Бельгия                                 | 3:2                                     | —                                       | Товарищеский матч                       |
| 17                                      | 19 апреля 1959                          | Бельгия                                 | 2:2                                     | —                                       | Товарищеский матч                       |
| 18                                      | 10 мая 1959                             | Турция                                  | 0:0                                     | —                                       | Товарищеский матч                       |
| 19                                      | 13 мая 1959                             | Болгария                                | 2:3                                     | —                                       | Товарищеский матч                       |
| 20                                      | 27 мая 1959                             | Шотландия                               | 1:2                                     | —                                       | Товарищеский матч                       |
| 21                                      | 4 октября 1959                          | Бельгия                                 | 9:1                                     | —                                       | Товарищеский матч                       |
| 22                                      | 21 октября 1959                         | ФРГ                                     | 0:7                                     | —                                       | Товарищеский матч                       |
| 23                                      | 4 ноября 1959                           | Норвегия                                | 7:1                                     | —                                       | Товарищеский матч                       |
| 24                                      | 26 июня 1960                            | Мексика                                 | 1:3                                     | —                                       | Товарищеский матч                       |
| 25                                      | 29 июня 1960                            | Нидерландские Антильские острова        | 0:0                                     | —                                       | Товарищеский матч                       |

Итого: 25 матчей / 2 гола; 11 побед, 6 ничьих, 8 поражений.

## Достижения
«Фортуна ’54»
- Обладатель Кубка Нидерландов (2): 1956/57, 1963/64